# Vesta
Vesta é uma deusa romana que personifica o fogo sagrado, a pira doméstica e a cidade. Corresponde à Héstia dos gregos, embora o seu culto na península Itálica seja anterior à influência helénica no mundo romano, e, até certo ponto, à Agni dos hindus. 
Era muito comum utilizar a sua imagem nas moradas dos jovens que iam adquirir conhecimento longe de sua terra natal. Cortejada pelos deuses, e especialmente pelo belo Apolo e por Netuno, Vesta rejeitou todas as propostas amorosas e conseguiu que o próprio Júpiter protegesse sua virgindade.

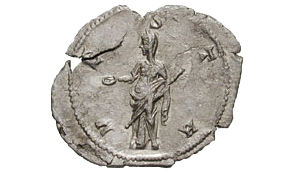
Vesta numa moeda, ca.

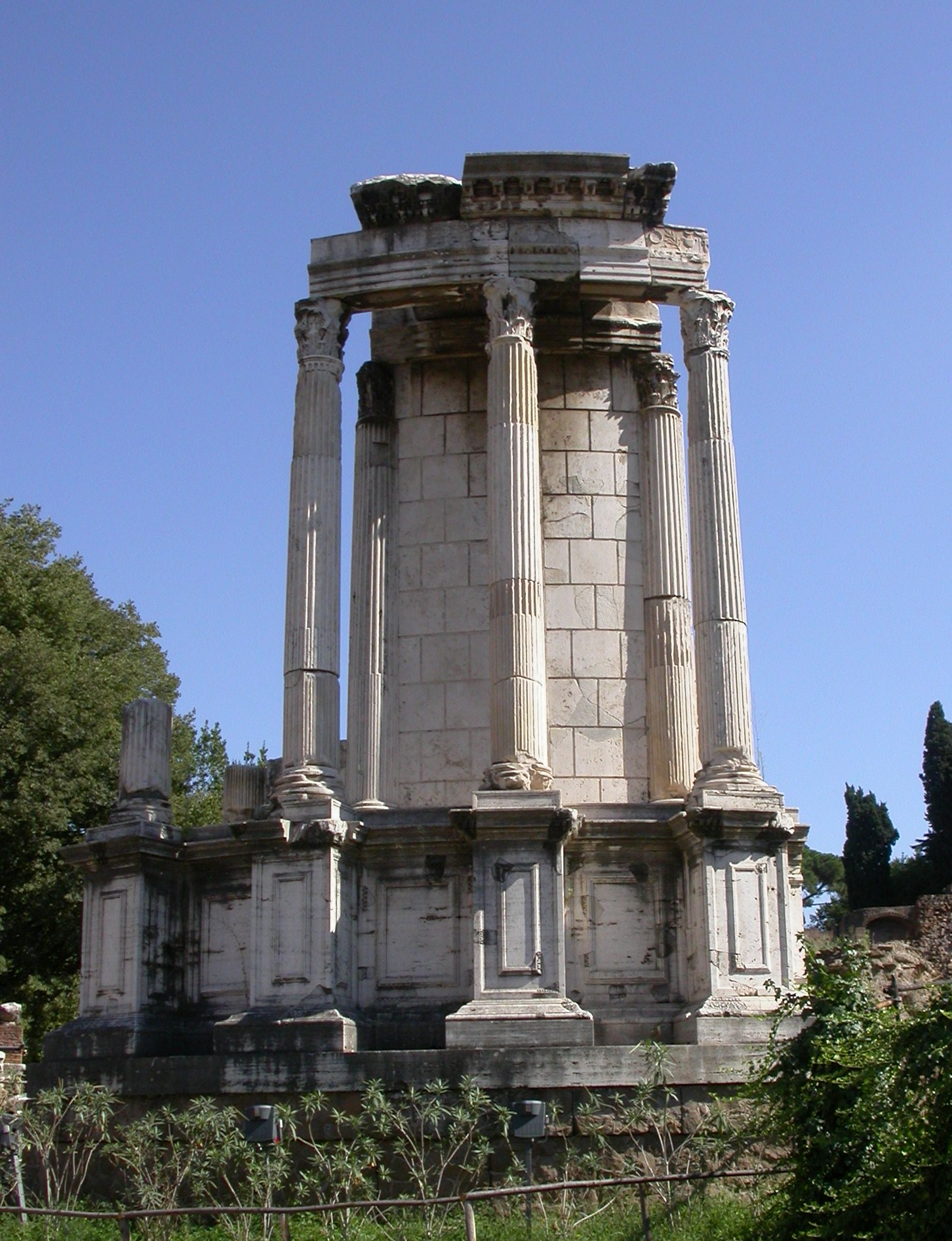
Ruínas do Templo de Vesta, no Fórum Romano

Devido à sua vontade de permanecer casta, suas sacerdotisas, as vestais, que vigiavam em permanência o fogo sagrado nos templos, também se mantinham assim. De onde saiu a expressão virgem vestal.
Vesta era a filha primogênita de Cibele e Saturno, a irmã mais velha da primeira geração de deuses olímpicos, e a solteira da segunda. Por direito de primogenitura, era uma das doze deusas olímpicas principais.
Foi engolida por Saturno e posteriormente resgatada por Júpiter. Representada trajando um longo vestido, muitas vezes com a própria cabeça coberta por um véu, ela é a deusa que nunca abandona o lar, o Olimpo, e jamais se envolve nas brigas e guerras de deuses ou mortais. Ajudou-o a tornar-se dono do universo. Desprezou o amor tanto de Netuno como de Apolo (Febo), resolvendo permanecer solteira. Como deusa de coração quente, ela representava a divindade do lar e defendia a vida da família. Era adorada antes dos outros deuses em todas as festas, uma vez que era a mais antiga e preciosa das deusas do Olimpo. Um juramento feito em seu nome era o mais sagrado dos juramentos. Segundo Heródoto era uma das divindades cujo nome não se originou no Egito ou no Oriente próximo. O animal mais sagrado à deusa é o asno.